# Menhir de la Vacherie

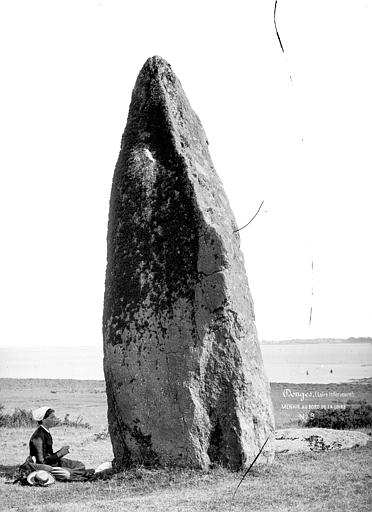
Menhir de la Vacherie

Der Menhir de la Vacherie (auch Gargantua Galle, Molaire de Gargantua oder Menhir de la Galoche genannt) ist ein Menhir in Carlet, südöstlich von Donges im Département Loire-Atlantique in Frankreich.
Ursprünglich stand der Menhir auf einer Wiese des Bauernhofes La Vacherie, nahe dem Ästuar der Loire. Seit dem Bau der Erdölraffinerie (Raffinerie de Donges) steht er auf dem Industriegelände und ist ebenso wie der benachbarte Dolmen La Roche für die Öffentlichkeit unzugänglich.
Er wurde ein Christianisiertes Megalithmonument, das von einem eisernen Kreuz gekrönt wurde und zugleich als Seezeichen diente. 1770 wurde der Menhir vom Blitz getroffen und ein Teil des Steins und das Kreuz zerstört.
Der 4,75 m hohe Menhir wurde 1889 als Monument historique eingestuft.